# Islas Marías

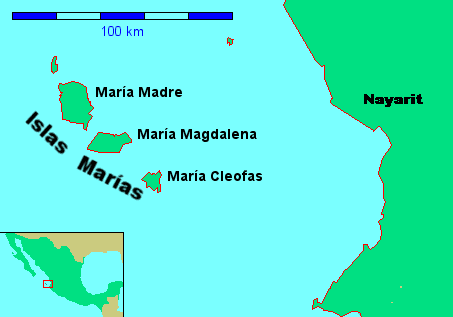
Lägeskarta över ögruppen.

Islas Marías är en ögrupp i östra Stilla havet som tillhör Mexiko. Ögruppen är upptagen på Unescos världsarvslista sedan 2005.

## Geografi

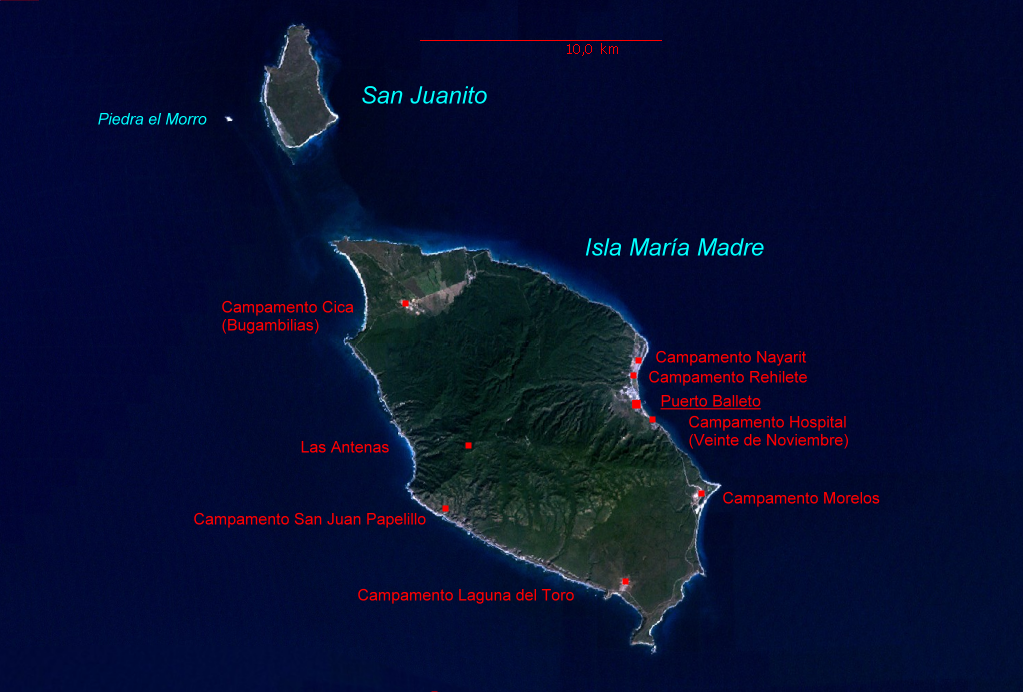
Norra delen av ögruppen, med Isla María Madre.

Islas Marías ligger cirka 150 kilometer väster om Tepic och cirka 500 km nordöst om Revillagigedoöarna. Ögruppen sträcker sig cirka 80 km från nordväst till sydöst.
Ögruppen är av vulkaniskt ursprung och har en areal om cirka 244,97 km² och består av fyra öar och en rad mindre klippöar.

### Isla María Madre
Isla María Madre är ögruppens huvudö och den enda bebodda i området. Ön har en areal om cirka 145,28 km² med en längd på cirka 23 km och en bredd på cirka 12 km. Den högsta punkten är cirka 616 m ö.h. Öns geografiska koordinater är 21°37′19″N 106°35′11″V / 21.62194°N 106.58639°V

### Isla María Magdalena
Isla María Magdalena ligger cirka 4 km sydöst om huvudön och har en areal om cirka 70,44 km² med en längd på cirka 19 km och en bredd på cirka 8 km. Den högsta punkten är cirka 457 m ö.h. Öns geografiska koordinater är 21°27′26″N 106°25′35″V / 21.45722°N 106.42639°V

### Isla María Cleofas
Isla María Cleofas ligger cirka 15 km sydöst om huvudön och har en areal om cirka 19,82 km² med en längd på cirka 10 km och en bredd på cirka 6 km. Den högsta punkten är cirka 402 m ö.h. Öns geografiska koordinater är 21°18′59″N 106°14′55″V / 21.31639°N 106.24861°V

### Isla San Juanito
Isla San Juanito ligger cirka 5 km nordväst om huvudön och har en areal om cirka 9,11 km² med en längd på cirka 8 km och en bredd på cirka 3 km. De geografiska koordinaterna är 21°45′04″N 106°40′26″V / 21.75111°N 106.67389°V
Det finns en rad mindre klippöar i området där de största är:
- Piedra El Morro, cirka 0,06 km²

- Isla Don Boni, cirka 0,02 km²

- Piedra Blanca, cirka 0,17 km²

- Roca Blanca, cirka 0,03 km²

Befolkningen uppgår till cirka 1 100 invånare (2005) som alla bor på den enda bebodda ön Isla María Madre. Huvudorten Puerto Balleto på öns östra del har cirka 600 invånare (2005). Öarna tillhör San Blas municipio (kommun) i delstaten Nayarit men förvaltas direkt av staten. Det finns ett litet militärt flygfält direkt norr om Puerto Balleto. Öarna används även som straffkoloni.[källa behövs]
Ögruppen har en blandad vegetation och är habitat för några endemiska växter och utrotningshotade djur som Tres Marías Raccoon (Procyon lotor insularis, en art av Tvättbjörnar), Bomullssvanskaniner (Sylvilagus graysoni) och Findley's musöra (Myotis findleyi, en art av Fladdermöss). Den högsta punkten är på cirka 616 meter över havet och finns på Isla María Madre.
Ögruppen och havet omkring är numera ett biosfärområde.

## Historia
Ögruppen Islas Marías upptäcktes 1532 av spanske kaptenen Diego Hurtado de Mendoza (en kusin till Hernán Cortés) och namngavs då "Islas Magdalenas".
Den 12 maj 1905 gjordes ögruppen av dåvarande presidenten Porfirio Díaz till straffkoloni och fungerar som det än idag. 1951 spelades filmen "Islas Marías" in på öarna som handlade om straffångarnas liv på ön.
Den 27 november 2000 utsågs ögruppen till naturreservat och området upptogs på Unescos världsarvslista 2005.
Öarna har nummer 1182-008 (år 2005) på Unescos lista. (Ej att förväxla med Islas Marietas som har nummer 1182-011bis (registrerades 2007).)